# Fußball-Club St. Pauli von 1910 1990-1991
Questa voce raccoglie le informazioni riguardanti il Fußball-Club St. Pauli von 1910 nelle competizioni ufficiali della stagione 1990-1991.

## Stagione
Nella stagione 1990-1991 il St. Pauli, allenato da Helmut Schulte e Horst Wohlers, concluse il campionato di Bundesliga al 16º posto e perse gli spareggi con lo Kickers Stoccarda. In Coppa di Germania il St. Pauli fu eliminato al secondo turno dal Werder Brema.

## Rosa
| N. |                       | Ruolo | Calciatore         |
| -- | --------------------- | ----- | ------------------ |
| 1  | Germania (bandiera)   | P     | Klaus Thomforde    |
| 3  | Germania (bandiera)   | C     | Jürgen Gronau      |
| 4  | Germania (bandiera)   | D     | Dieter Schlindwein |
| 5  | Germania (bandiera)   | C     | Dirk Dammann       |
| 16 | Brasile (bandiera)    | A     | Leonardo Manzi     |
|    | Germania (bandiera)   | P     | Volker Ippig       |
|    | Germania (bandiera)   | P     | Jan Wessel         |
|    | Germania (bandiera)   | D     | Jens Duve          |
|    | Slovacchia (bandiera) | D     | Ján Kocian         |
|    | Germania (bandiera)   | D     | Bernhard Olck      |
|    | Germania (bandiera)   | D     | André Trulsen      |
|    | Germania (bandiera)   | D     | Klaus Ulbricht     |

| N. |                      | Ruolo | Calciatore          |
| -- | -------------------- | ----- | ------------------- |
|    | Germania (bandiera)  | C     | Michael Dahms       |
|    | Germania (bandiera)  | C     | Bernd Hollerbach    |
|    | Danimarca (bandiera) | C     | Morten-Fibak Jensen |
|    | Germania (bandiera)  | C     | Peter Knäbel        |
|    | Germania (bandiera)  | C     | Klaus Ottens        |
|    | Germania (bandiera)  | C     | Ralf Sievers        |
|    | Germania (bandiera)  | C     | Frank Wolf          |
|    | Germania (bandiera)  | C     | Dirk Zander         |
|    | Germania (bandiera)  | A     | André Golke         |
|    | Germania (bandiera)  | A     | Jörn Großkopf       |
|    | Rep. Ceca (bandiera) | A     | Ivo Knoflíček       |
|    | Germania (bandiera)  | A     | Waldemar Steubing   |

## Organigramma societario
Area tecnica
- Allenatore: Horst Wohlers
- Allenatore in seconda: Seppo Eichkorn
- Preparatore dei portieri:
- Preparatori atletici: Ronald Wollmann

## Calciomercato

### Sessione estiva
| Acquisti | Acquisti     | Acquisti              | Acquisti |
| R.       | Nome         | da                    | Modalità |
| -------- | ------------ | --------------------- | -------- |
| C        | Ralf Sievers | Eintracht Francoforte |          |
| P        | Jan Wessel   | TuS Hoisdorf          |          |
| C        | Frank Wolf   | Holstein Kiel         |          |

| Cessioni | Cessioni         | Cessioni      | Cessioni |
| R.       | Nome             | a             | Modalità |
| -------- | ---------------- | ------------- | -------- |
| A        | André Bistram    | Holstein Kiel |          |
| C        | Hendrik Meyer    | St. Pauli II  |          |
| A        | Mario Steinhauer | St. Pauli II  |          |

### Sessione invernale
| Acquisti | Acquisti         | Acquisti         | Acquisti |
| R.       | Nome             | da               | Modalità |
| -------- | ---------------- | ---------------- | -------- |
| C        | Bernd Hollerbach | Kickers Würzburg |          |

| Cessioni | Cessioni | Cessioni | Cessioni |
| R.       | Nome     | a        | Modalità |
| -------- | -------- | -------- | -------- |

## Risultati

### Bundesliga

#### Girone di andata
| Arbitro: | Föckler |

|          |           |                          |
| Rahn 29’ | Marcatori | 46’ Knoflíček 51’ Kocian |

| Amburgo 14 agosto 1990, ore 20:00 CEST 2ª giornata | St. Pauli | 0 – 0 referto | Bayern Monaco | Millerntor-Stadion (20 551 spett.)\| Arbitro: \| Steinborn \| |
| Arbitro:                                           | Steinborn |               |               |                                                               |

| Arbitro: | Broska |

|                                                              |           |                    |
| Metschies 9’ Dittwar 22’ (rig.) Kajtaz 58’ Hausmann 63’, 86’ | Marcatori | 54’ Olck 69’ Golke |

| Arbitro: | Neuner |

|            |           |              |
| Gronau 45’ | Marcatori | 74’ Witeczek |

| Arbitro: | Amerell |

|                          |           |                      |
| Thom 4’, 26’ Lupescu 76’ | Marcatori | 87’ (rig.) Knoflíček |

| Arbitro: | Birlenbach |

|          |           |                |
| Golke 8’ | Marcatori | 39’ Tschiskale |

| Arbitro: | Krug |

|                        |           |                                |
| Gronau 21’, 43’ (rig.) | Marcatori | 56’ (rig.) Walter 61’ Schmäler |

| Arbitro: | Prengel |

|                |           |           |
| Schütterle 58’ | Marcatori | 69’ Manzi |

| Arbitro: | Weber |

|          |           |  |
| Wolf 90’ | Marcatori |  |

| Düsseldorf 13 ottobre 1990, ore 15:30 CET 10ª giornata | Fortuna Düsseldorf | 0 – 0 referto | St. Pauli | Rheinstadion (11 000 spett.)\| Arbitro: \| Boos \| |
| Arbitro:                                               | Boos               |               |           |                                                    |

| Arbitro: | Dellwing |

|                            |           |                                   |
| Golke 3’, 68’ Steubing 54’ | Marcatori | 6’ Kohn 11’ Heinemann 87’ Peschel |

| Arbitro: | Löwer |

|              |           |  |
| Harttgen 65’ | Marcatori |  |

| Arbitro: | Amerell |

|            |           |               |
| Gronau 74’ | Marcatori | 77’ Schneider |

| Arbitro: | Scheuerer |

|                       |           |  |
| Heldt 39’ Greiner 45’ | Marcatori |  |

| Arbitro: | Kirschen |

|  |           |                          |
|  | Marcatori | 56’ von Heesen 59’ Nando |

| Arbitro: | Dardenne |

|              |           |            |
| Turowski 72’ | Marcatori | 81’ Zander |

| Arbitro: | Fux |

|  |           |                      |
|  | Marcatori | 1’ Lusch 73’ Wegmann |

#### Girone di ritorno
| Arbitro: | Albrecht |

|                                          |           |                      |
| Zander 58’ (rig.) Scheinhardt 63’ (aut.) | Marcatori | 2’ Unglaube 38’ Rahn |

| Arbitro: | Führer |

|  |           |             |
|  | Marcatori | 43’ Sievers |

| Amburgo 8 marzo 1991, ore 20:00 CET 20ª giornata | St. Pauli | 0 – 0 referto | Norimberga | Millerntor-Stadion (18 600 spett.)\| Arbitro: \| Föckler \| |
| Arbitro:                                         | Föckler   |               |            |                                                             |

| Arbitro: | Boos |

|                       |           |  |
| Fach 66’ Witeczek 77’ | Marcatori |  |

| Arbitro: | Merk |

|                   |           |  |
| Zander 42’ (rig.) | Marcatori |  |

| Arbitro: | Steinborn |

|                      |           |                          |
| Sané 17’ Neuhaus 43’ | Marcatori | 13’ Hollerbach 77’ Golke |

| Arbitro: | Theobald |

|                            |           |            |
| Frontzeck 72’ Allgöwer 88’ | Marcatori | 80’ Zander |

| Arbitro: | Matheis |

|               |           |  |
| Zander 1’, 4’ | Marcatori |  |

| Arbitro: | Neuner |

|              |           |  |
| Labbadia 82’ | Marcatori |  |

| Arbitro: | Strigel |

|                       |           |                               |
| Ottens 63’ Zander 88’ | Marcatori | 20’ Hey 50’ Baffoe 71’ Allofs |

| Arbitro: | Birlenbach |

|                         |           |  |
| Legat 62’ Kohn 77’, 89’ | Marcatori |  |

| Amburgo 11 maggio 1991, ore 15:30 CEST 29ª giornata | St. Pauli | 0 – 0 referto | Werder Brema | Millerntor-Stadion (19 600 spett.)\| Arbitro: \| Harder \| |
| Arbitro:                                            | Harder    |               |              |                                                            |

| Arbitro: | Kriegelstein |

|                |           |            |
| Kastenmaier 7’ | Marcatori | 40’ Gronau |

| Arbitro: | Dellwing |

|                       |           |  |
| Kocian 14’ Zander 58’ | Marcatori |  |

| Arbitro: | Amerell |

|                                            |           |  |
| Nando 3’, 56’ Doll 9’ Furtok 72’ Spörl 78’ | Marcatori |  |

| Arbitro: | Prengel |

|           |           |            |
| Ottens 8’ | Marcatori | 44’ Yeboah |

| Arbitro: | Tritschler |

|                                                                |           |                             |
| Poschner 3’ Rummenigge 39’ (rig.) Povlsen 52’, 61’ Wegmann 60’ | Marcatori | 44’ Golke 73’ (rig.) Ottens |

### Spareggio promozione/retrocessione
| Arbitro: | Karl-Josef Assenmacher (Hürth) |

|           |           |           |
| Golke 31’ | Marcatori | 88’ Marin |

| Arbitro: | Werner Föckler (Bad Dürkheim) |

|              |           |           |
| Schwartz 25’ | Marcatori | 51’ Golke |

| Arbitro: | Hans-Peter Dellwing (Treviri) |

|                                     |           |            |
| Vollmer 21’ Cayasso 35’ Fengler 42’ | Marcatori | 37’ Knäbel |

### Coppa di Germania
| Arbitro: | Strampe |

|            |           |                                         |
| Baller 25’ | Marcatori | 37’, 64’ Knoflíček 76’ Gronau 81’ Golke |

| Arbitro: | Osmers |

|                          |           |  |
| Harttgen 17’ Hermann 28’ | Marcatori |  |

## Statistiche

### Statistiche di squadra
| Competizione      | Punti | In casa | In casa | In casa | In casa | In casa | In casa | In trasferta | In trasferta | In trasferta | In trasferta | In trasferta | In trasferta | Totale | Totale | Totale | Totale | Totale | Totale | DR  |
| Competizione      | Punti | G       | V       | N       | P       | Gf      | Gs      | G            | V            | N            | P            | Gf           | Gs           | G      | V      | N      | P      | Gf     | Gs     | DR  |
| ----------------- | ----- | ------- | ------- | ------- | ------- | ------- | ------- | ------------ | ------------ | ------------ | ------------ | ------------ | ------------ | ------ | ------ | ------ | ------ | ------ | ------ | --- |
| Bundesliga        | 27    | 17      | 4       | 10      | 3       | 19      | 18      | 17           | 2            | 5            | 10           | 14           | 35           | 34     | 6      | 15     | 13     | 33     | 53     | -20 |
| Coppa di Germania | -     | 0       | 0       | 0       | 0       | 0       | 0       | 2            | 1            | 0            | 1            | 4            | 3            | 2      | 1      | 0      | 1      | 4      | 3      | +1  |
| Totale            | 27    | 17      | 4       | 10      | 3       | 19      | 18      | 19           | 3            | 5            | 11           | 18           | 38           | 36     | 7      | 15     | 14     | 37     | 56     | -19 |

### Andamento in campionato
| Giornata  | 1 | 2 | 3  | 4  | 5  | 6  | 7  | 8  | 9  | 10 | 11 | 12 | 13 | 14 | 15 | 16 | 17 | 18 | 19 | 20 | 21 | 22 | 23 | 24 | 25 | 26 | 27 | 28 | 29 | 30 | 31 | 32 | 33 | 34 |
| --------- | - | - | -- | -- | -- | -- | -- | -- | -- | -- | -- | -- | -- | -- | -- | -- | -- | -- | -- | -- | -- | -- | -- | -- | -- | -- | -- | -- | -- | -- | -- | -- | -- | -- |
| Luogo     | T | C | T  | C  | T  | C  | C  | T  | C  | T  | C  | T  | C  | T  | C  | T  | C  | C  | T  | C  | T  | C  | T  | T  | C  | T  | C  | T  | C  | T  | C  | T  | C  | T  |
| Risultato | V | N | P  | N  | P  | N  | N  | N  | V  | N  | N  | P  | N  | P  | P  | N  | P  | N  | V  | N  | P  | V  | N  | P  | V  | P  | P  | P  | N  | N  | V  | P  | N  | P  |
| Posizione | 5 | 7 | 10 | 11 | 15 | 14 | 13 | 12 | 11 | 9  | 9  | 11 | 11 | 13 | 15 | 14 | 16 | 15 | 14 | 14 | 16 | 15 | 14 | 15 | 14 | 15 | 15 | 16 | 15 | 15 | 15 | 16 | 16 | 16 |

Legenda:

Luogo: C = Casa; T = Trasferta. Risultato: V = Vittoria; N = Pareggio; P = Sconfitta.

### Statistiche dei giocatori
| Giocatore      | Bundesliga | Bundesliga | Bundesliga  | Bundesliga | Relegation Bundesliga | Relegation Bundesliga | Relegation Bundesliga | Relegation Bundesliga | Coppa di Germania | Coppa di Germania | Coppa di Germania | Coppa di Germania | Totale   | Totale | Totale      | Totale     |
| Giocatore      | Presenze   | Reti       | Ammonizioni | Espulsioni | Presenze              | Reti                  | Ammonizioni           | Espulsioni            | Presenze          | Reti              | Ammonizioni       | Espulsioni        | Presenze | Reti   | Ammonizioni | Espulsioni |
| -------------- | ---------- | ---------- | ----------- | ---------- | --------------------- | --------------------- | --------------------- | --------------------- | ----------------- | ----------------- | ----------------- | ----------------- | -------- | ------ | ----------- | ---------- |
| M. Dahms       | 18         | 0          | 3           | 0          | 1                     | 0                     | 0                     | 0                     | 1                 | 0                 | 0                 | 0                 | 20       | 0      | 3           | 0          |
| D. Dammann     | 28         | 0          | 0           | 0          | 2                     | 0                     | 0                     | 0                     | 2                 | 0                 | 0                 | 0                 | 32       | 0      | 0           | 0          |
| J. Duve        | 2          | 0          | 0           | 0          | 0                     | 0                     | 0                     | 0                     | 0                 | 0                 | 0                 | 0                 | 2        | 0      | 0           | 0          |
| A. Golke       | 33         | 6          | 4           | 0          | 3                     | 2                     | 1                     | 0                     | 2                 | 1                 | 0                 | 0                 | 38       | 9      | 5           | 0          |
| J. Gronau      | 26         | 5          | 4           | 0          | 2                     | 0                     | 0                     | 0                     | 2                 | 1                 | 0                 | 0                 | 30       | 6      | 4           | 0          |
| J. Großkopf    | 1          | 0          | 0           | 0          | 0                     | 0                     | 0                     | 0                     | 0                 | 0                 | 0                 | 0                 | 1        | 0      | 0           | 0          |
| B. Hollerbach  | 15         | 1          | 5           | 1          | 2                     | 0                     | 0                     | 0                     | 0                 | 0                 | 0                 | 0                 | 17       | 1      | 5           | 1          |
| V. Ippig       | 12         | 0          | 1           | 0          | 3                     | 0                     | 0                     | 0                     | 1                 | 0                 | 0                 | 0                 | 16       | 0      | 1           | 0          |
| M. Jensen      | 0          | 0          | 0           | 0          | 1                     | 0                     | 0                     | 0                     | 0                 | 0                 | 0                 | 0                 | 1        | 0      | 0           | 0          |
| I. Knoflíček   | 15         | 2          | 5           | 0          | 1                     | 0                     | 0                     | 0                     | 1                 | 2                 | 0                 | 0                 | 17       | 4      | 5           | 0          |
| P. Knäbel      | 15         | 0          | 2           | 0          | 3                     | 1                     | 0                     | 0                     | 1                 | 0                 | 0                 | 0                 | 19       | 1      | 2           | 0          |
| J. Kocian      | 31         | 2          | 6           | 1          | 0                     | 0                     | 0                     | 0                     | 2                 | 0                 | 0                 | 0                 | 33       | 2      | 6           | 1          |
| L. Manzi       | 12         | 1          | 2           | 0          | 3                     | 0                     | 0                     | 0                     | 1                 | 0                 | 0                 | 0                 | 16       | 1      | 2           | 0          |
| B. Olck        | 18         | 1          | 2           | 0          | 3                     | 0                     | 0                     | 0                     | 1                 | 0                 | 0                 | 0                 | 22       | 1      | 2           | 0          |
| K. Ottens      | 18         | 3          | 2           | 0          | 3                     | 0                     | 0                     | 0                     | 2                 | 0                 | 0                 | 0                 | 23       | 3      | 2           | 0          |
| D. Schlindwein | 29         | 0          | 4           | 1          | 3                     | 0                     | 2                     | 0                     | 2                 | 0                 | 0                 | 0                 | 34       | 0      | 6           | 1          |
| R. Sievers     | 27         | 1          | 6           | 2          | 1                     | 0                     | 0                     | 0                     | 1                 | 0                 | 0                 | 0                 | 29       | 1      | 6           | 2          |
| W. Steubing    | 18         | 1          | 1           | 0          | 0                     | 0                     | 0                     | 0                     | 1                 | 0                 | 0                 | 0                 | 19       | 1      | 1           | 0          |
| K. Thomforde   | 23         | 0          | 3           | 0          | 0                     | 0                     | 0                     | 0                     | 2                 | 0                 | 0                 | 0                 | 25       | 0      | 3           | 0          |
| A. Trulsen     | 32         | 0          | 7           | 0          | 3                     | 0                     | 1                     | 0                     | 2                 | 0                 | 0                 | 0                 | 37       | 0      | 8           | 0          |
| K. Ulbricht    | 12         | 0          | 2           | 0          | 2                     | 0                     | 0                     | 0                     | 0                 | 0                 | 0                 | 0                 | 14       | 0      | 2           | 0          |
| J. Wessel      | 0          | 0          | 0           | 0          | 0                     | 0                     | 0                     | 0                     | 0                 | 0                 | 0                 | 0                 | 0        | 0      | 0           | 0          |
| F. Wolf        | 22         | 1          | 1           | 0          | 0                     | 0                     | 0                     | 0                     | 2                 | 0                 | 0                 | 0                 | 24       | 1      | 1           | 0          |
| D. Zander      | 24         | 8          | 7           | 0          | 3                     | 0                     | 1                     | 1                     | 0                 | 0                 | 0                 | 0                 | 27       | 8      | 8           | 1          |